# Władysław Herman i dwór jego
Władysław Herman i dwór jego – trzytomowa powieść Zygmunta Krasińskiego z 1828 rozgrywająca się za panowania Władysława Hermana.

## O utworze
Ta obszerna powieść powstała w drugiej połowie 1828 równocześnie z Panem Trzech Pagórków. Utwór został ofiarowany przez młodego autora ojcu 1 stycznia 1829. Drukiem ukazał się w 1830, sygnowany inicjałami N. K. (Napoleon Krasiński).
Pierwowzorem powieści był Kenilworth Waltera Scotta, z którym Krasiński zapoznał się w przekładzie francuskim. Powieść Krasińskiego powtarza główne wątki powieści szkockiego pisarza. Źródłem intrygi staje się potajemne małżeństwo, a miłość sługi do żony jego pana doprowadza bohaterów do zguby. Autor nie zdobył się jednak na pogłębienie postaci czy konfliktów społecznych nurtujących środowisko dworskie. Fascynacja walterskotyzmem ma charakter powierzchowny ograniczony do historycznych dekoracji, opiera się na schematach. Autor nie stroni od sentymentalnych refleksji nad znikomością życia. Utwór ma natomiast wartość dokumentu psychologicznego, odzwierciedlającego przeżycia autora w związku z konfliktem na uniwersytecie w 1828. W końcowych partiach powieści charaktery głównych bohaterów zostają pogłębione. W przeżyciach Zbigniewa uczeni dopatrują się śladu własnych przeżyć autora z okresu jego pierwszego konfliktu z ojcem. Własne przeżycia pozwalają autorowi zrozumieć rozpacz i mściwość innych, a tekst nabiera mocy i barwy.